# Rebeca Andrade
Rebeca Andrade (n. 8 mai 1999, Guarulhos, São Paulo, Brazilia) este o gimnastă artistică ce a reprezentat Brazilia, medaliată olimpică. A participat la 3 ediții ale Jocurilor Olimpice (2016, 2020, 2024) în care a câștigat două medalii de aur, 3 medalii de argint și o medalie de bronz.